# Ring Them Bells
Ring Them Bells es el sexto álbum en directo de la cantante estadounidense Joan Báez, publicado por la compañía discográfica Proper Records en septiembre de 1995. El álbum, grabado durante los conciertos que ofreció en abril de 1995 en el Bottom Line de Nueva York, incluyó la colaboración de artistas como Mary Chapin Carpenter, Mimi Farina, Dar Williams, the Indigo Girls y Mary Black.
En febrero de 2007, Proper Records reeditó Ring Them Bells con seis temas extra.

## Lista de canciones
1. "Lily of the West" (Tradicional) - 4:45
2. "Sweet Sir Galahad" (Joan Báez) - 4:13
3. "And the Band Played Waltzing Matilda" (Eric Bogle) - 5:50
4. "Willie Moore" (Joan Báez) (con Kate & Anna McGarrigle) - 4:46
5. "The Swallow Song" (Richard Farina) (con Mimi Farina) - 3:13
6. "Don't Make Promises" (Tim Hardin) - 5:06
7. "Jesse" (Janis Ian) (con Janis Ian) - 4:11
8. "Ring Them Bells" (Bob Dylan) (con Mary Black) - 3:20
9. "Welcome Me" (Amy Ray/Emily Saliers) - 4:23
10. "Suzanne" (Leonard Cohen) - 5:00
11. "You're Aging Well" (Dar Williams) (con Dar Williams) - 4:26
12. "Pajarillo Barranqueño" (Alfonso Esparza Oteo) (con Tish Hinojosa) - 2:20
13. "Don't Think Twice, It's Alright" (Bob Dylan (con Indigo Girls)) - 4:20
14. "Diamonds & Rust" (Joan Báez) (con Mary Chapin Carpenter) - 5:06
15. "The Night They Drove Old Dixie Down" (Robbie Robertson) - 3:37

Reedición de 2007
1. Lily of the West (Tradicional)
2. Love Song To A Stranger (Joan Báez)
3. Sweet Sir Galahad (Joan Báez)
4. And the Band Played Waltzing Matilda (Eric Bogle)
5. Willie Moore (Joan Báez) (con Kate & Anna McGarrigle)
6. The Swallow Song (Richard Fariña) (con Mimi Fariña)
7. Don't Make Promises (Tim Hardin)
8. Jesse (Janis Ian) (con Janis Ian)
9. Ring Them Bells (Bob Dylan) (con Mary Black)
10. Welcome Me (Amy Ray/Emily Saliers)
11. Geordie (Tradicional)
12. You Ain't Goin' Nowhere (Bob Dylan)
13. Suzanne (Leonard Cohen)
14. You're Aging Well (Dar Williams) (con Dar Williams)
15. Pajarillo Barranqueño (Alfonso Esparza Oteo)
16. Gracias a la Vida (Violeta Parra)
17. The Water Is Wide (Tradicional)
18. Don't Think Twice, It's Alright (Bob Dylan) (con Indigo Girls)
19. Stones in the Road (Mary Chapin Carpenter)
20. Diamonds & Rust (Joan Báez) (con Mary Chapin Carpenter)
21. The Night They Drove Old Dixie Down (Robbie Robertson)

## Personal
- Joan Báez: guitarra acústica y voz
- Paul Pesco: guitarra y coros
- Fernando Saunders: bajo y coros
- Carol Steele: percusión y coros